# سنت-بریژیت-دو-لاوال، کبک
سنت-بریژیت-دو-لاوال (به فرانسوی: Sainte-Brigitte-de-Laval) شهری در منطقه شهری لا ژاک-کارتیه ناحیه کاپیتل-ناسیونال در استان کبک کانادا است. در سرشماری سال ۲۰۱۱ این شهر ۳٬۷۸۹ نفر جمعیت داشته‌است و مساحت آن ۱۱۱٫۴۹ کیلومتر مربع است.